# Corona imperial del Estado

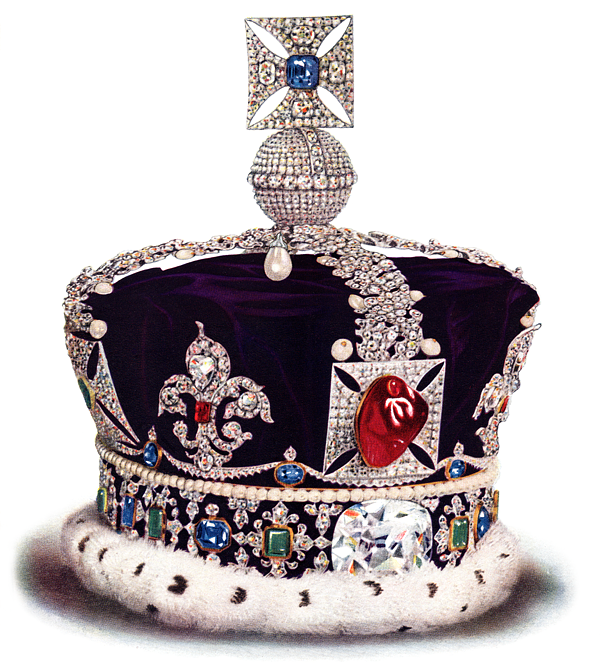
La Corona imperial del Estado

La Corona imperial del Estado (del inglés: Imperial State Crown) es una de las principales joyas de la Corona británica. Se usa fundamentalmente en las coronaciones de los monarcas del Reino Unido y en las ceremonias de apertura del parlamento. Se confeccionó y comenzó a usar en 1838, a partir de la coronación de la Reina Victoria, sustituyendo a la Corona de San Eduardo, más pesada, que únicamente se emplea en el momento de la coronación propiamente dicha del monarca que accede al trono.
Tiene una altura de 31,5 cm. y pesa aproximadamente 1,28 kg.
Ha sido modificada en dos ocasiones: la primera tras la coronación de la reina Victoria, ya que ésta se quejaba del excesivo peso de la corona. Posteriormente fue prácticamente rehecha por la joyería Garrard & Co en 1937, en ocasión de la coronación de Jorge VI.
Tiene cuatro diademas y se compone de 2.868 diamantes, 273 perlas, 17 zafiros, 11 esmeraldas, y 5 rubíes. En su parte superior se coloca una cruz patada y en su interior una capa de terciopelo.

## Joyas principales

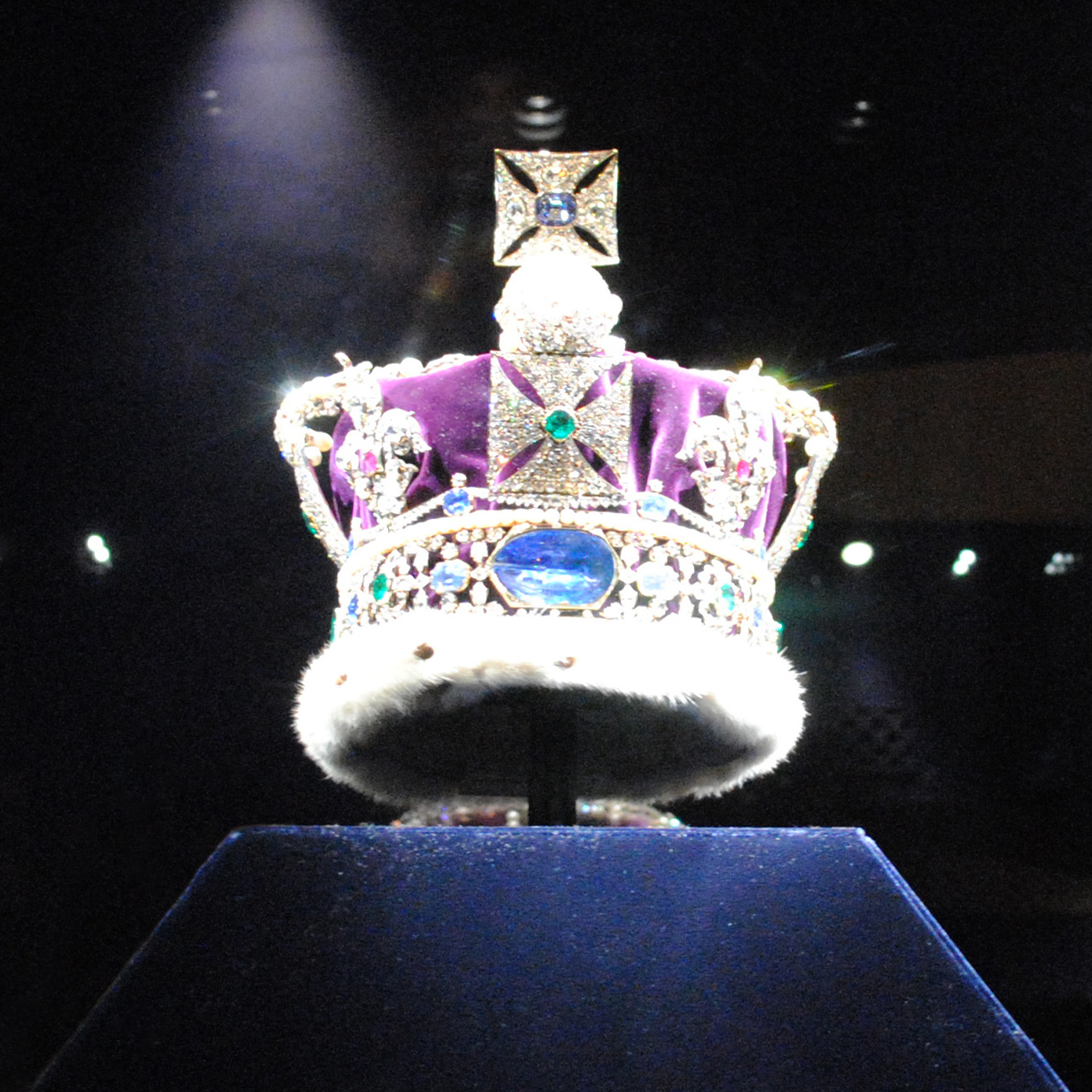
Vista trasera de la Corona Imperial del Estado

- En el centro del florón con forma de cruz de la parte frontal, lleva un rubí - que en verdad es una  espinela-, procedente de una Virgen del Monasterio de Santa María la Real de Nájera (España) y que fue llevado a Inglaterra como botín del Príncipe Negro tras prestar ayuda a Pedro I de Castilla «el Cruel» en sus guerras.
- En el centro de la cruz de diamantes sobre la esfera del mundo, también de diamantes, se coloca el zafiro de San Eduardo.
- Bajo el rubí del Príncipe Negro hay un diamante, conocido como «segunda estrella de África», pieza de 317.40 quilates, extraída del diamante «Cullinan».